# George Brown, Jr.
George Edward Brown Jr. (6 de marzo de 1920 - 15 de julio de 1999) fue un político demócrata estadounidense de California. Representó a partes suburbanas del condado de Los Ángeles en la Cámara de Representantes de los Estados Unidos de 1963 a 1971 y a partes de la región del Inland Empire desde 1973 hasta su muerte en 1999. Dejó el cargo brevemente después de postularse sin éxito para el Senado de los Estados Unidos en 1970.

## Primeros años de vida
Brown nació en Holtville, California, y fue uno de los cuatro hijos de George Edward Brown y Bird Alma Kilgore. Brown se graduó de Holtville Union High School en 1935 y asistió a Central Junior College (ahora Imperial Valley College ) en 1938. Luego ingresó a la Universidad de California en Los Ángeles (UCLA), donde se convirtió en director de la Asociación de Vivienda Estudiantil de la UCLA y ayudó a fundar la Asociación Cooperativa de Vivienda Universitaria (UHCA), una cooperativa de vivienda para estudiantes, en 1938. La UCHA se formó en parte para permitir que los estudiantes afroamericanos vivieran fuera del campus, en la sección Westwood de Los Ángeles, que en ese entonces no les permitía vivir en el vecindario. Para enfatizar este punto, Brown aceptó un compañero de habitación afroamericano en el primer alojamiento interracial en la UCLA. La experiencia fue también el primer ejemplo de la asociación de toda la vida de Brown con las cooperativas.
Poco después del ataque japonés a Pearl Harbor, los estadounidenses de origen japonés fueron enviados a campos de internamiento, una acción que ofendió tanto a Brown que ayudó a organizar protestas en Los Ángeles en 1942. La educación universitaria de Brown fue interrumpida por el reclutamiento, pero como cuáquero, se registró como objetor de conciencia y en 1942 ingresó al Servicio Público Civil en el Campamento 21 en Wyeth, Oregón. Durante su servicio en el Campamento 21, Brown se dio cuenta de que no podía cambiar la sociedad en general mientras estuviera aislado en el Servicio Público Civil y rescindió su estatus de objetor de conciencia en 1944, ingresando al Ejército de los Estados Unidos, sirviendo en la Segunda Guerra Mundial como instructor y ascendiendo al rango de teniente en el momento de su baja en 1946.
Una vez terminada la guerra, regresó a la universidad, terminando su educación en la UCLA, donde se graduó con una licenciatura en Física Industrial en 1946.

## Carrera
Durante 12 años trabajó para la ciudad de Los Ángeles en el Departamento de Agua y Energía en ingeniería y personal. En 1958 se convirtió en consultor de gestión.
Brown continuó su activismo político fortaleciendo el Club Demócrata de Monterey Park.
En 1954, Brown fue elegido miembro del consejo municipal de Monterey Park, cargo que ocupó hasta 1958. En 1956, Brown se convirtió en alcalde de Monterey Park, California, hasta 1958.
El activismo de Brown en favor de los derechos civiles continuó durante su mandato como alcalde, como lo demuestra un informe que dice que cuando la primera familia afroamericana se mudó a Monterey Park y se encontró con protestas racistas, Brown condujo hasta la casa de la familia, donde pasó la noche para protegerlos.
Fue miembro de la Asamblea del Estado de California de 1959 a 1963. Su servicio en la legislatura estatal estuvo marcado por una serie de propuestas legislativas innovadoras. La Ley George Brown de 1961 fue una de las primeras leyes integrales sobre relaciones laborales de empleados públicos en el país.  Otras propuestas legislativas incluyeron algunos de los primeros proyectos de ley para prohibir el plomo en la gasolina, prohibir el uso del pesticida DDT e incluso una propuesta caprichosa para prohibir el motor de combustión interna.
En 1962, Brown ganó las elecciones y se convirtió en miembro de la Cámara de Representantes de los Estados Unidos, donde sirvió desde 1963 hasta 1970.

## Primeros años de servicio en el Congreso
El servicio de Brown en el Congreso coincidió con las primeras fases de la guerra de Vietnam. Brown era un firme oponente a la expansión del conflicto y se unió a una protesta cuáquera en las escaleras del Capitolio en 1965, desafiando a la policía a arrestarlo junto con los demás manifestantes contra la guerra. Fue una voz solitaria y firme y un voto contra la guerra. El proyecto de ley de asignaciones del Departamento de Defensa para el año fiscal 1966 fue aprobado por la Cámara de Representantes por 392 votos a favor y 1 en contra, siendo Brown el único voto en contra. El 26 de febrero de 1966, el proyecto de ley de ayuda exterior, con sus disposiciones de apoyo al gobierno de Vietnam del Sur, fue aprobado por la Cámara de Representantes por 350 votos a favor y 27 en contra, siendo Brown el único liberal que votó "no" (los otros 26 votos fueron de conservadores opuestos a la ayuda exterior). En marzo de 1966, el Proyecto de Ley de Asignaciones Suplementarias para el año fiscal 1966 con fondos para Vietnam fue aprobado por la Cámara de Representantes por 393 votos a 4, con Brown acompañado por los representantes Burton, Conyers y Ryan. En agosto de 1967, Brown fue una vez más la única voz disidente contra el proyecto de ley de Asignaciones de Defensa para el año fiscal 1968, que fue aprobado por la Cámara por 407 votos a favor y 1 en contra.
Brown participó en otros cambios importantes en la política nacional, en particular la aprobación de la Ley de Derechos Civiles. Brown fue un firme y temprano defensor de la legislación y estuvo presente en la firma del proyecto de ley. Brown también apoyó activamente la organización de los trabajadores agrícolas de César Chávez y el boicot a la uva de mediados de la década de 1960.

## Primarias demócratas para el Senado de California de 1970
En 1970, el senador republicano George Murphy era considerado vulnerable y era uno de los principales objetivos del Partido Demócrata. El representante John V. Tunney ingresó a la carrera temprano y se presentó como un candidato joven, carismático y enérgico "al estilo Kennedy", en oposición al mayor y establecido Murphy. Sin embargo, Brown también participó en la carrera en 1969, aunque con poco dinero, organización o, como creía la mayoría, posibilidades de ganar. Lo que siguió fue una de las elecciones primarias más amargas en la historia de California. Brown promocionó su oposición de larga data a la participación de Estados Unidos en Vietnam, y aunque Tunney también declaró que se oponía a la guerra, estaba a favor de mantener el reclutamiento, mientras que Brown se oponía. El mentor de Brown fue Eugene McCarthy y, al igual que McCarthy en 1968, llevó a cabo una campaña de base. Mientras Tunney se mantuvo en el centro-derecha del espectro político, Brown se inclinó descaradamente hacia la izquierda. De repente, los votantes jóvenes acudieron en masa al mayor Brown, y lo que parecía una nominación fácil para Tunney se convirtió en una pelea de perros. La invasión de Camboya y las matanzas de Kent State también ayudaron a Brown. Brown hizo de Vietnam y de Richard Nixon el foco de su campaña, mientras que Tunney optó por una posición intermedia. A medida que Brown avanzaba en las encuestas, la campaña se tornó desagradable. Tunney afirmó falsamente que Brown abogaba por la violencia en el campus y que era un liberal rebelde en quien no se podía confiar en el Senado. Luego, Brown, que normalmente era tranquilo, atacó a Tunney y lo llamó un niño rico y malcriado. Tunney luego promocionó su historial contra la guerra, que según Brown no era más que una fanfarronería política. Tunney utilizó una ola de gastos tardíos en anuncios televisivos y después de una campaña muy reñida y desagradable, Brown perdió por poco las primarias. Después de las amargas primarias, Tunney estaba dos dígitos detrás de Murphy en las encuestas, pero rápidamente recuperó terreno y derrotó a Murphy cómodamente en las elecciones generales.

## Regreso al Congreso
Tras su derrota ante Tunney en la carrera por el Senado de California, Brown recibió una beca de la Fundación Ford y estudió durante un tiempo con Ivan Illich en su Centro de Documentación Intercultural en Cuernavaca, México.
La redistribución de distritos de 1970 agregó cinco nuevos distritos a California y, en 1972, Brown buscó ser elegido para el distrito 38 del Congreso redistribuido y ganó. Fue elegido para el 93º Congreso y para los 13 Congresos siguientes (3 de enero de 1973 – 15 de julio de 1999).
Al ser un demócrata progresista de una zona mayoritariamente republicana, Brown era famoso por presentarse a elecciones más reñidas que cualquier otro representante en el siglo XX sin ser derrotado. (La mayoría de los expertos consideran que una elección reñida es aquella que tiene el 55% de los votos o menos, ya que la mayoría de los miembros actuales del Congreso superan fácilmente el 60% en sus carreras). Brown superó la marca del 55% solo ocho veces en sus 18 elecciones al Congreso y el 60% solo tres veces. Estuvo a punto de ser derrotado en numerosas elecciones, empezando por su primera en 1962, para el distrito 29 del Congreso, con el 55,7% de los votos. Luego obtendría el 58,6%, 51,1% y 52,3% en 1964, 1966 y 1968 respectivamente, antes de postularse para el Senado de los Estados Unidos. En 1972, regresó al Congreso al obtener el 56% de los votos en el distrito 38. Luego tendría sus tres campañas más fáciles al ganar el 62,6% en 1974, el 61,6% en 1976 y el 62,9% en 1978. En 1980, la aplastante victoria de Ronald Reagan casi lo obligó a dejar el cargo, y luchó por mantenerse en el cargo con el 52,5% frente al republicano John Paul Stark. Fue la primera de cuatro elecciones consecutivas contra Stark, otro récord de la era moderna. Brown triunfaría con el 54% en 1982 y obtendría el 56,6% en 1984, el 57% en 1986 y el 54% en 1988. En 1990, cayó a un magro 52,7% frente al supervisor del condado de San Bernardino, Rob Hammock, una señal de que se avecinaban elecciones difíciles. En 1992, el famoso piloto Dick Rutan lo mantuvo en el 50,7%. La carrera de 1996 fue aún más reñida, ya que apenas derrotó a la jueza del Tribunal Superior del Condado de San Bernardino, Linda Wilde, con el 50,5%, ganando por una pluralidad de sólo 996 votos. En su última campaña de reelección, en 1998, obtuvo el 55% de los votos.
En los Congresos 102 y 103 se desempeñó como presidente del Comité de Ciencia, Espacio y Tecnología, que ahora es el Comité de Ciencia de la Cámara de Representantes .
Brown murió el 15 de julio de 1999, a la edad de 79 años en Bethesda, Maryland, a causa de una infección desarrollada después de una cirugía de reemplazo de válvula cardíaca en mayo de ese año mientras cumplía su 18º mandato en la Cámara. La válvula cardíaca fue dañada por la escarlatina en su juventud. En el momento de su muerte, Brown era el miembro demócrata de mayor rango del Comité de Ciencia de la Cámara de Representantes y un miembro de alto rango del Comité de Agricultura de la Cámara de Representantes. Fue el miembro de la Cámara de Representantes de mayor edad en servicio y el miembro de la Cámara de Representantes o del Senado con mayor permanencia en la historia de su estado natal, California. El demócrata Joe Baca fue elegido para su puesto en una elección especial.

## Registro legislativo

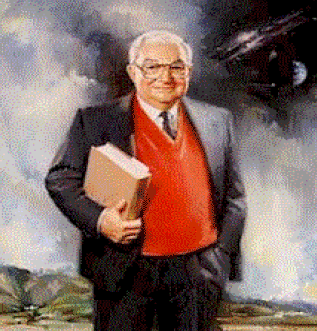
Un retrato de George Brown Jr. de pie en la superficie de la Luna.

Brown era conocido como un defensor de la ciencia. Dejó un legado profundo y expansivo que ha dado forma a la ciencia y la política científica en Estados Unidos. Entre algunos de sus muchos logros durante su servicio en el Comité de Ciencias de la Cámara:
- Convocó las primeras audiencias del Congreso sobre el cambio climático (del 18 al 27 de mayo de 1976)
- Estableció el primer programa federal de investigación sobre el cambio climático en la Ley del Programa Climático Nacional de 1978
- Se creó la Oficina de Política Científica y Tecnológica
- Se creó la Agencia de Protección Ambiental [6]
- Se creó la (ahora extinta) Oficina de Evaluación Tecnológica

En consonancia con su convicción de larga data de que la nación necesitaba una política tecnológica coherente, Brown desarrolló una amplia iniciativa tecnológica durante su mandato como Presidente del Comité de Ciencia y Tecnología de la Cámara de Representantes (1991-1995). Esta obra articuló su concepto de una asociación entre los sectores público y privado para mejorar la competitividad de la nación. Tales éxitos y su constante preocupación por demostrar la aplicación práctica de los avances de la ciencia y la tecnología le llevaron a instituir las primeras videoconferencias en el Congreso de Estados Unidos entre este país y la Unión Soviética/Rusia, entre 1987 y 1990. Durante estas teleconferencias en vivo, los miembros del Comité de Ciencia y Tecnología de la Cámara intercambiaron ideas sobre ciencia y tecnología vía satélite con sus homólogos de la Comunidad de Estados Independientes. Esta serie de transmisiones, presentada por Peter Jennings,  ganó un Emmy por logros técnicos. 
Brown criticó los excesos del secreto gubernamental y buscó y obtuvo un asiento en el Comité de Inteligencia de la Cámara de Representantes. Presionó para que se relajaran las restricciones de secreto sobre los satélites de teledetección, viendo un gran mercado comercial potencial en la teledetección. Su trabajo finalmente lo llevó a un conflicto con la comunidad de inteligencia y finalmente renunció al comité en protesta.
También fue un firme defensor de las libertades civiles y los derechos humanos. En 1992, por ejemplo, dirigió un equipo de investigación de 60 Minutes a América Central para exponer el uso de dólares de los contribuyentes estadounidenses para la construcción de zonas de procesamiento de exportaciones en las que los trabajadores estaban siendo gravemente maltratados y se les negaban sus derechos humanos fundamentales mientras fabricaban prendas de vestir y otros productos de consumo exportados de regreso a los EE. UU. Su investigación y exposición surgieron en la campaña electoral presidencial de 1992 y también dieron como resultado que el Congreso cortara inmediatamente el uso de cualquier fondo de los contribuyentes para el desarrollo de tales zonas de exportación (EPZ) en cualquier lugar fuera de los EE. UU.

## Vida personal
La esposa de Brown era Marta Macías. Tuvieron dos hijos.
La esposa anterior de Brown fue Rowena Ruth Brown, quien murió en 1987.
En la década de 1950, Brown vivió en Monterey Park, California.
El 15 de julio de 1999, Brown murió de una infección después de una cirugía de reemplazo de válvula cardíaca, en el Hospital Naval Bethesda en Bethesda, Maryland.

## Legado
Debido a su compromiso con la ciencia, Brown fue honrado por varias organizaciones relacionadas con la ciencia y la política y tuvo laboratorios, premios, bibliotecas y proyectos de ley nombrados en su honor, incluidos:
- Laboratorio de salinidad George E. Brown
- Biblioteca George E. Brown Jr. Archived  </link> , Academias Nacionales de Ciencias
- George E. Brown Jr. Archived  </link> Red de simulación de ingeniería sísmica (NEES)
- HR 1022: Ley de reconocimiento de objetos cercanos a la Tierra George E. Brown Jr. (que se incorporó a la S.1281, la Ley de Autorización de la NASA de 2005, y ahora es ley)
- Premio George Brown a la Cooperación Científica Internacional CRDF Global

El archivo de documentos de Brown fue donado a la Universidad de California, Riverside.
El edificio federal George E. Brown, Jr. y el Palacio de Justicia de los Estados Unidos, que alberga el Tribunal de Distrito de los Estados Unidos para el Distrito Central de California, División Este, en Riverside, reciben su nombre en su honor.